# (23415) 1979 MQ3
1979 أم كيو 3 (ويعرف أيضًا باسم (23415) 1979 أم كيو 3 وفق تسمية الكوكب الصغير) (بالإنجليزية: 1979 MQ3)‏ هو كويكب ضمن حزام الكويكبات؛ وترتيبه 23415 من حيث الاكتشاف.
اكتُشف هذا الجُرم الفلكي بواسطة اليانور إف. هيلين في 25 يونيو 1979.

## وصلات خارجية
- (23415) 1979 MQ3 في قاعدة بيانات مختبر الدفع النفاث لأجرام النظام الشمسي الصغيرة

- الاكتشاف · مخطط المدار ·  العناصر المدارية · المعلمات المادية

- (23415) 1979 MQ3 على موقع ويكي سكاي: DSS2, SDSS, GALEX, IRAS, Hydrogen α, X-Ray, Astrophoto, Sky Map, Articles and images